# Castronia opostata
Castronia opostata là một loài bướm đêm thuộc phân họ Arctiinae, họ Erebidae.